# Batalla de Cassel (1328)

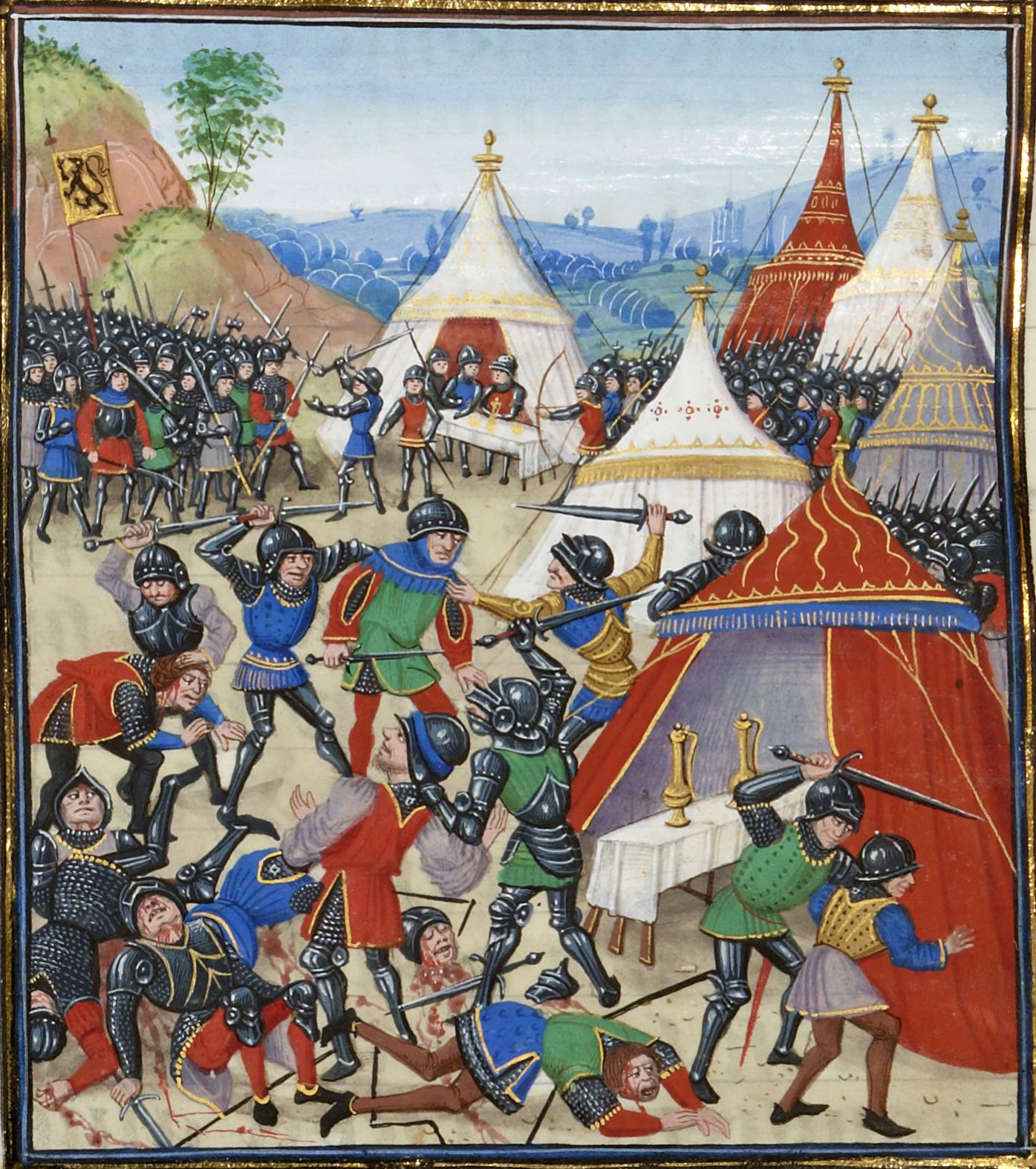
Batalla de Cassel.

La batalla de Cassel, que tuvo lugar el 23 de agosto de 1328, enfrentó a las tropas comandadas por el rey Felipe VI de Francia, primer gobernante de la casa de los Valois, contra la revuelta campesina de Flandes liderada por Roberto Cassel. La batalla se libró cerca de la ciudad de Cassel sobre territorio actualmente de Francia y tuvo como consecuencia el fin de la revuelta popular que había comenzado en 1323 y el paso de Flandes a dominio francés.
- Datos: Q2237467
- Multimedia: Battle of Cassel (1328) / Q2237467